# Lieova algebra
Lieova algebra je algebraická struktura, která úzce souvisí s Lieovými grupami a jejich reprezentacemi.

## Definice
Lieova algebra je algebra, tj. vektorový prostor {\displaystyle V} nad tělesem {\displaystyle F} spolu s bilineárním zobrazením (Lieova závorka) ve tvaru
{\displaystyle [\,\cdot \,,\,\cdot \,]:V\times V\to V},
které pro všechna {\displaystyle x,y,z\in V} splňuje vlastnosti:
- Alternativita,

{\displaystyle [x,x]=0}.
- Jacobiho identita,

{\displaystyle [[x,y],z]+[[y,z],x]+[[z,x],y]=0}.
Lze jednoduše z definice ukázat, že alternativita implikuje antikomutativitu, a naopak v případě, že uvažujeme těleso jiné charakteristiky než dva, antikomutativita implikuje alternativitu.
Uvažujme libovolné dva prvky {\displaystyle x,y\in V}. S využitím bilinearity Lieovy závorky lze psát
{\displaystyle [x+y,x+y]=[x,x]+[x,y]+[y,x]+[y,y]=[x,y]+[y,x]=0},
z čehož dostáváme antikomutativitu. Naopak stačí uvažovat
{\displaystyle [x,x]=-[x,x]},
z čehož plyne {\displaystyle 2[x,x]=0}, a tudíž z antikomutativity plyne alternativita.

## Příklady
- Libovolný vektorový prostor s triviální (nulovou) závorkou: {\displaystyle [x,y]=0}
- Třírozměrný vektorový prostor s vektorovým součinem: {\displaystyle [{\vec {x}},{\vec {y}}]:={\vec {x}}\times {\vec {y}}}

- matice {\displaystyle n\times n} s nulovou stopou a komutátorem {\displaystyle [A,B]=AB-BA}
- antisymetrické reálné matice spolu s komutátorem
- antihermitovské matice spolu s komutátorem
- funkce na fázovém prostoru spolu s Poissonovou závorkou
- vektorová pole na varietě s komutátorem vektorových polí
- Tečný prostor {\displaystyle {\mathfrak {g}}} Lieovy grupy G v jednotkovém prvku spolu se závorkou {\displaystyle [x,y]:=\mathrm {ad} (x)y}, kde {\displaystyle \mathrm {ad} \in \mathrm {End} ({\mathfrak {g}})} je derivace zobrazení {\displaystyle \mathrm {Ad} _{\mathrm {exp} (tx)}\in \mathrm {Gl} ({\mathfrak {g}})} v {\displaystyle t=0}. Této Lieovy algebře {\displaystyle {\mathfrak {g}}} se říká Lieova algebra Lieovy grupy G. V případě maticových grup je {\displaystyle {\mathfrak {g}}} pouze tečný prostor G a {\displaystyle [x,y]} obyčejný komutátor matic.